# Internationale Zentralstelle für Kriegsgefangene

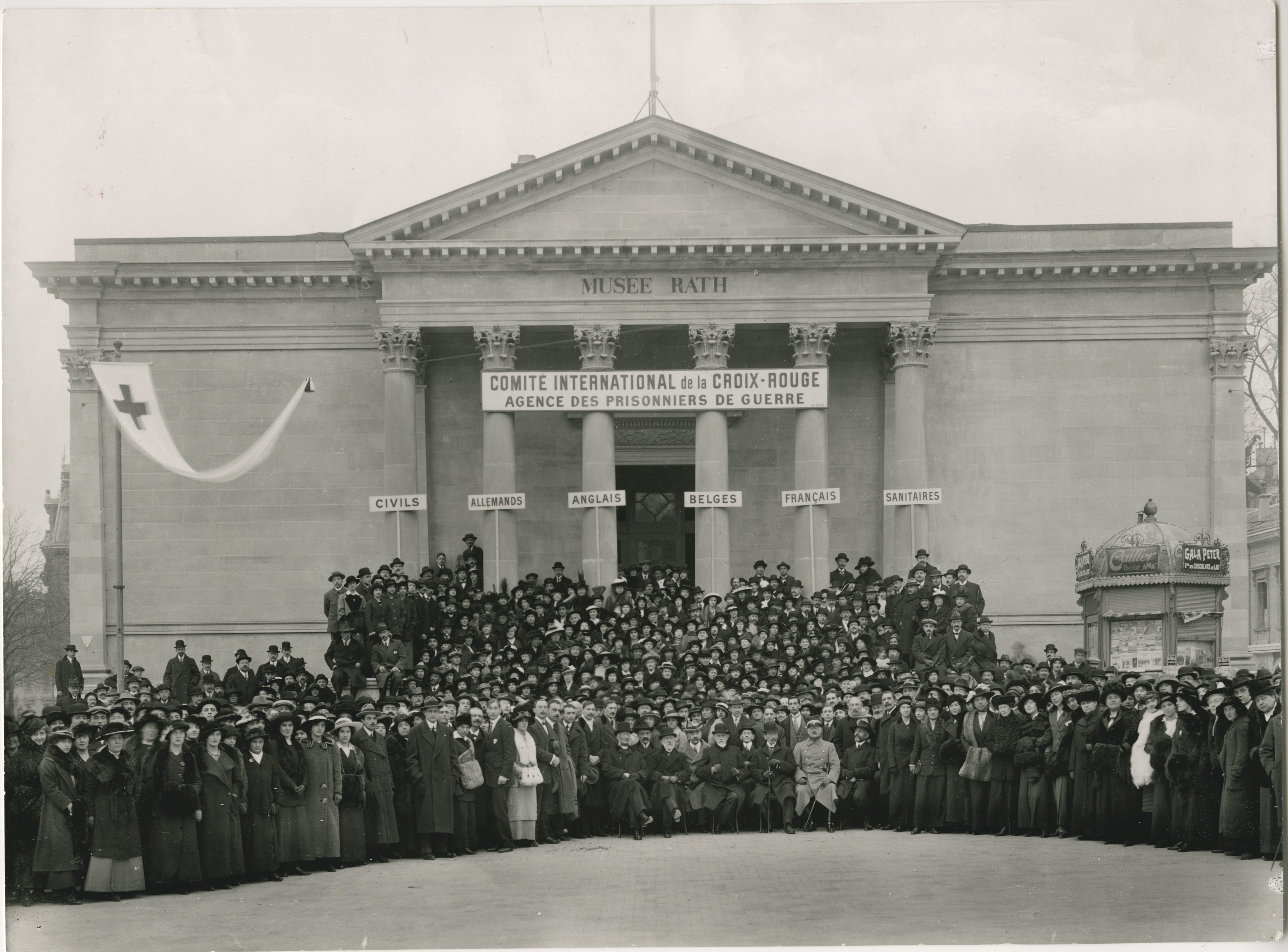
1200 freiwillige Mitarbeiter vor dem Museum Rath, 1914–1918

Die Internationale Zentralstelle für Kriegsgefangene (IPWA) (en. International Prisoners-of-War Agency IPWA, fr. L’Agence internationale des prisonniers de guerre AIPG) war eine Zweigstelle des Internationalen Komitees vom Roten Kreuz (IKRK), die im August 1914 gegründet wurde, bis 1923 bestand und 1939 wieder eröffnet wurde. Während des Ersten Weltkriegs wurde in Genf diese Zentralauskunftsstelle für Flüchtlinge eingerichtet, um Kriegsgefangene und Vertriebene aller Nationalitäten wieder zu finden, Kontakte mit ihren Familien herzustellen und ihnen Briefe und Pakete trotz den Behinderungen zwischen kriegführenden Ländern weiterleiten zu können.

## Geschichte

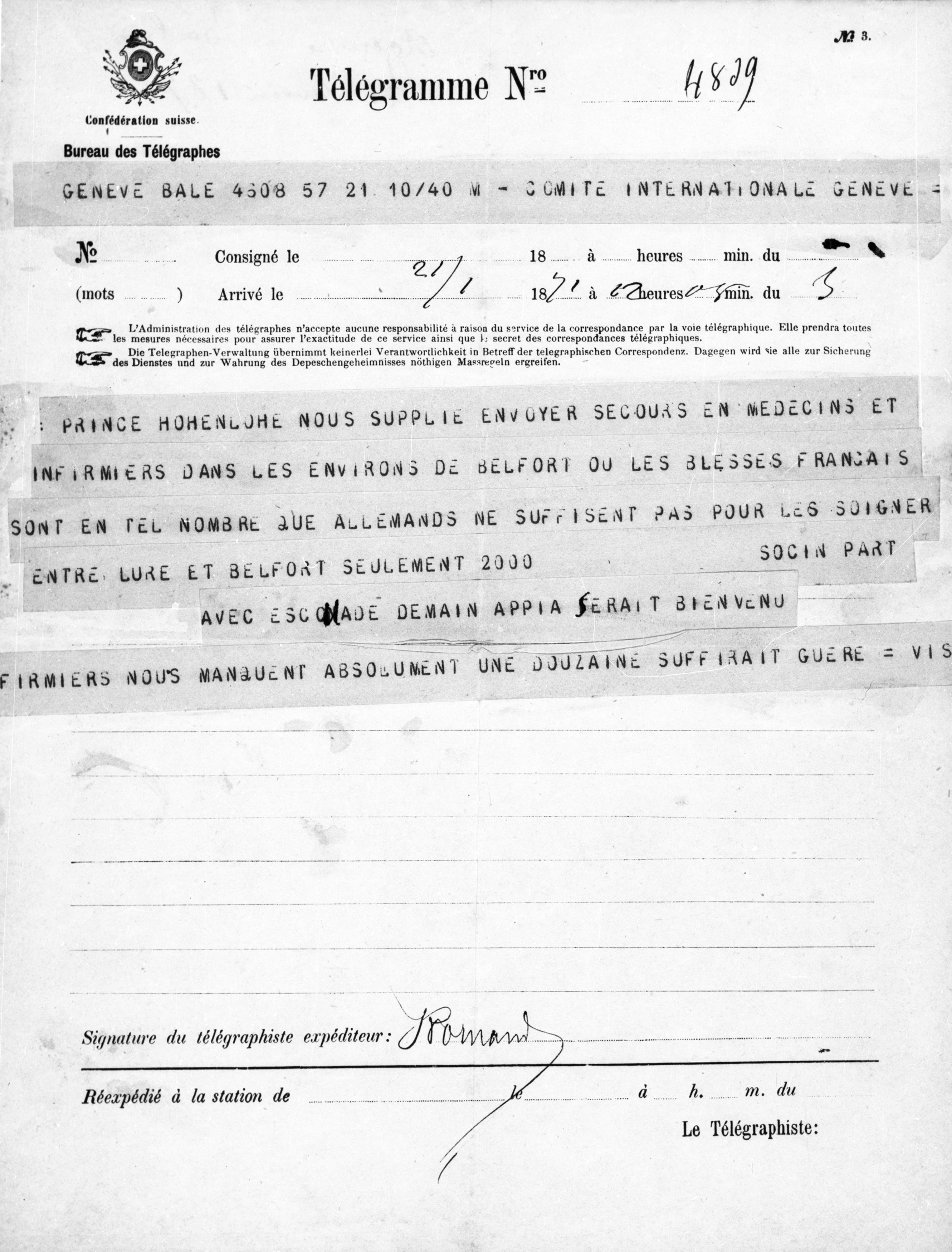
Telegramm, Zentralstelle Basel im Deutsch-Französischen Krieg 1870–1871

Um 1900 war das IKRK eine von 280 wohltätigen Organisationen in Genf. Das Komitee bestand lediglich aus einer zehnköpfigen Gruppe aus bürgerlichen Familien, die in der Freizeit administrative Aufgaben erledigten und sich mit dem Kriegsrecht und Kriegsopfern befassten. Sie spielten bei den seit der IKRK-Gründung im Jahre 1863 neu entstandenen über 50 Rotkreuz- und Rothalbmond-Gesellschaften auf der ganzen Welt eine wichtige Rolle und genossen das Vertrauen der Regierungen.
Bereits 1870 beteiligte sich das IKRK anlässlich des Deutsch-Französischen Krieges an der Gründung der Zentralstelle für Auskünfte und Hilfeleistungen an Verwundete und Kranke in Basel und 1877 anlässlich der Balkankrise an der Zentralstelle in Triest. 1912 folgte eine Zentralstelle in Belgrad.

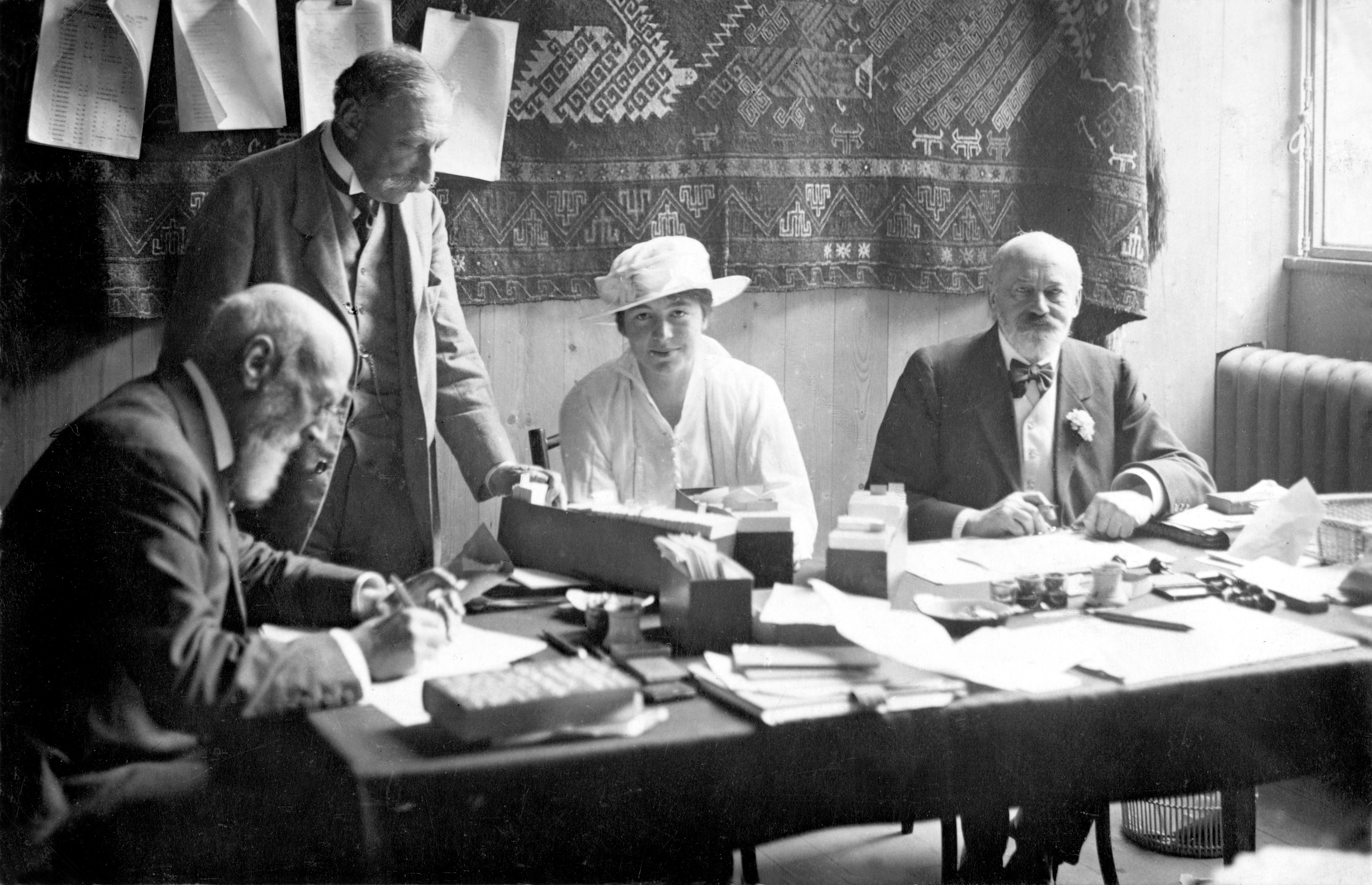
Marguerite van Berchem im Musée Rath mit Adolphe Chenevière, Emile Ador und Léopold Favre (von links)

Der Erste Weltkrieg war für das IKRK eine ungleich grössere Herausforderung, die nur dank den freiwilligen Helfern in Genf und der engen Zusammenarbeit mit den nationalen Rotkreuz-Gesellschaften bewältigt werden konnte. Die anfänglichen Kämpfe in Deutschland, Frankreich und Belgien führten innerhalb kurzer Zeit neben den Toten und Verwundeten zu hunderttausenden durch die kriegführenden Staaten festgenommenen Soldaten. Am 15. Oktober 1914, innert Wochen nach dem Ausbruch des Krieges, wurde vom IKRK auf Initiative seines Präsidenten Gustave Ador eine Zentralstelle für Kriegsgefangene eingerichtet. Die Mitglieder des IKRK verlangten Gefangenenlisten von allen kriegführenden Ländern und erhielten bald täglich bis zu 16.500 Briefe. Diese konnten von der Zentralstelle für Kriegsgefangene, die anfänglich von Freunden und Bekannten der IKRK-Mitglieder geführt wurde, nicht mehr bewältigt werden und sie mussten im weiteren Umfeld Unterstützung suchen. Der österreichische Schriftsteller und Pazifist Stefan Zweig schilderte die Lage am Genfer Hauptsitz des IKRK wie folgt:
«Kaum daß die ersten Schlachten geschlagen sind, gellen schon die Schreie der Angst aus allen Ländern in die Schweiz hinüber. Die Tausende, denen Botschaft von ihren Gatten, Vätern und Söhnen auf den Schlachtfeldern fehlt, breiten verzweifelt die Arme ins Leere: Hunderte, Tausende, Zehntausende von Briefen und Telegrammen prasseln nieder in das kleine Haus des Roten Kreuzes in Genf, die einzige internationale Bindungsstätte der Nationen. Wie Sturmvögel kamen die ersten Anfragen nach Vermißten, dann wurde es selbst ein Sturm, ein Meer: in dicken Säcken schleppten die Boten die Tausende und Abertausende geschriebener Angstrufe herein. Und nichts war solchem Dammbruch des irdischen Elends bereitet: das Rote Kreuz hatte keine Räume, keine Organisation, kein System und vor allem keine Helfer.»
Ende 1914 waren bereits 1200 Freiwillige beschäftigt, darunter als einer der ersten der französische Schriftsteller und Pazifist Romain Rolland. Als er den Nobelpreis für Literatur für 1915 erhielt, spendete er die Hälfte des Preisgeldes an die Zentralstelle. Die meisten der Freiwilligen waren indessen junge Frauen. Manche von ihnen – etwa Marguerite van Berchem, Marguerite Cramer und Suzanne Ferrière – stiegen dabei in leitende Positionen auf und trugen so mit ihrem Engagement dazu bei, der Gleichberechtigung von Frauen in einer Organisation den Weg zu ebnen, die bis dahin von Männern monopolisiert war.
Von 1916 bis 1919 war die Zentralstelle im Genfer Musée Rath untergebracht. Ihre Tätigkeit wurde nach dem Krieg weiter geführt.

## Organisation und Tätigkeiten

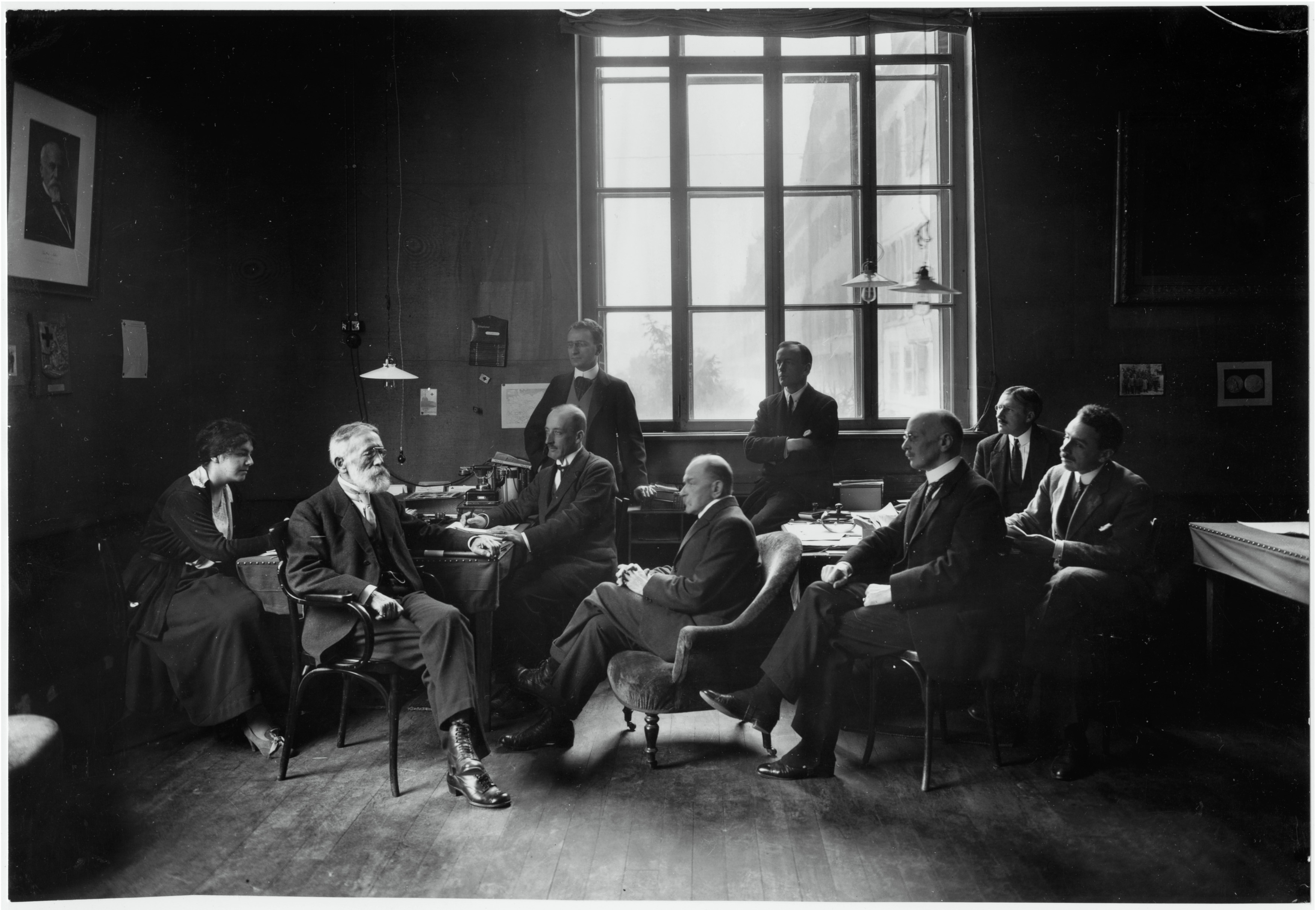
Sitzung «Commission de Direction» der Zentralstelle (1914–1918). Von links nach rechts: Marguerite Cramer, Frédéric Ferrière, Georges Werner, K. de Watteville, Alfred Gautier, Frédéric Barbey, Edmond Boissier, Etienne Clouzot, Jacques Chenevière

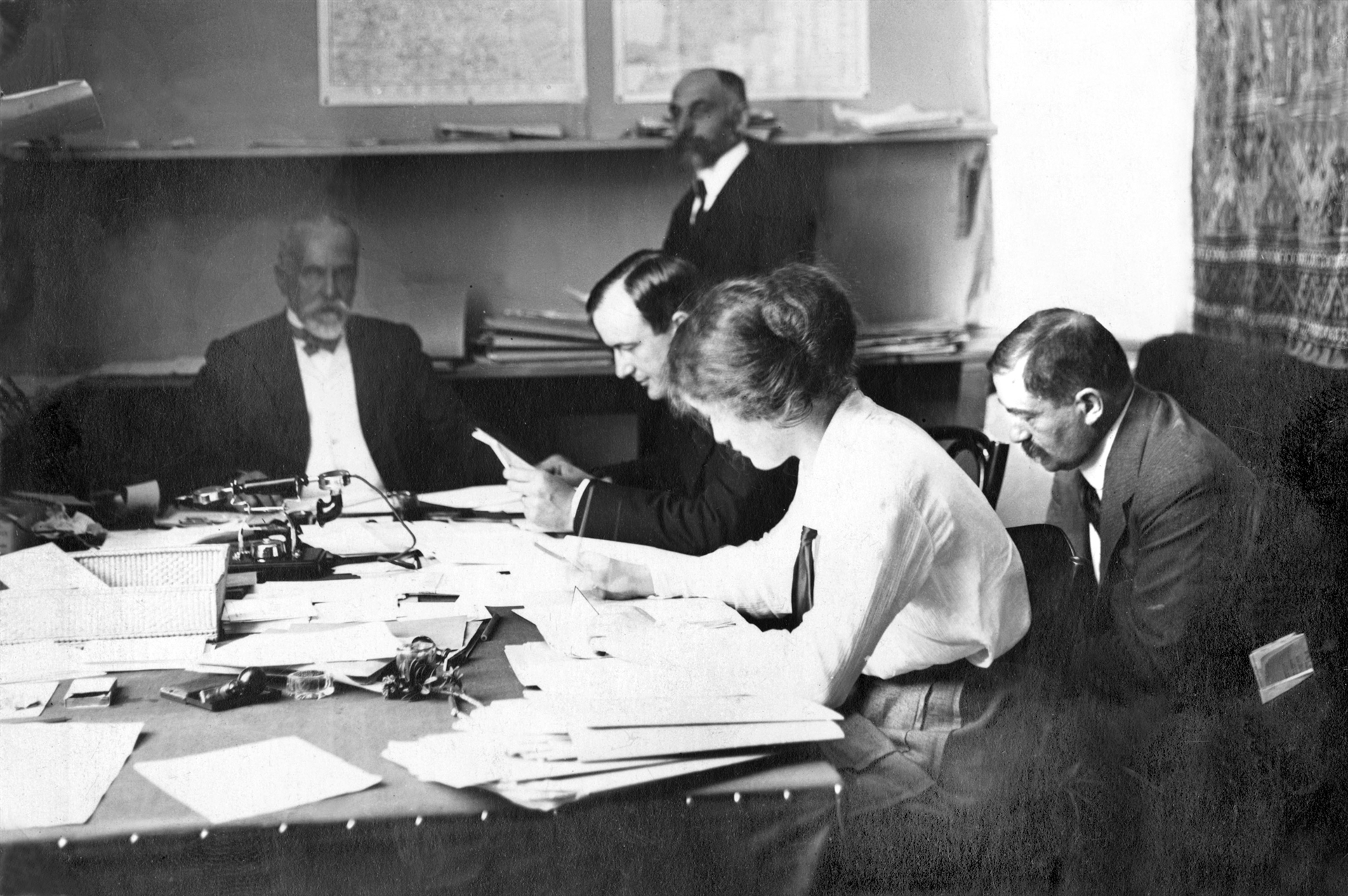
Zentralstelle für Kriegsgefangene, Erster Weltkrieg: Gustave Ador, Paul des Gouttes (stehend), Frédéric Barbey, Odette Micheli und ihr Vater, 1920

In den vier Kriegsjahren des Ersten Weltkriegs erstellten die Freiwilligen rund 7 Millionen Karteikarten, die Spuren des Schicksals von zweieinhalb Millionen Kriegsgefangenen festhielten. Die Kartei war Teil eines umfassenden Referenzsystems, das entwickelt wurde, um die Flut von Informationsanfragen abwickeln zu können.
Die Kartei half dem IKRK Kontakte mit Personen herstellen zu können, die durch den Krieg getrennt worden waren. Das IKRK organisierte Inspektionen der Gefangenenlager, vermittelte den Austausch von rund 200.000 Gefangenen und setzte sich für den Schutz von Kriegsopfern ein.
Im Verlauf des Krieges übermittelte die Zentralstelle rund 20 Millionen Briefe und Mitteilungen, 1,9 Millionen Pakete und Geldspenden in Höhe von 18 Millionen Schweizer Franken an Kriegsgefangene aller beteiligten Staaten.

### Organisation der Zentralstelle im Ersten Weltkrieg
In der im August 1914 gegründeten Zentralstelle wurden folgende Dienste eingerichtet (die statistischen Zahlen beziehen sich auf die Zeit vom 15. Oktober 1914 bis 31. Januar 1915):
- Empfangsdienst: mit bis 400 Besuchern pro Tag, insgesamt wurden 26.473 Personen empfangen.
- Korrespondenzabteilung: erhielt (ab September 1914) 900.000 Briefe. Sektor 1: Posteingang, Briefbearbeitung deutsch, französisch, englisch, Oststaaten, Sektor 2: Briefpostspedition versandte 400.000 Briefe, 1554.000 gedruckte Formulare, 360.000 Briefpapiere mit Umschlägen und 38.000 eingeschriebene Briefe, Sektor 3: Paketpost versandte ab Genf 38.000 und als Transit 720.500 Pakete.
- Karteibearbeitung: Sektor 1: Allgemeine Durchsicht und Vorarbeiten, Sektor 2: Französische Dateien (800 Schachteln mit 520.000 weissen und 280.000 grünen französisch-englisch-belgischen Karteikarten), Sektor 3: Deutsche Dateien (180 Schachteln mit 95.000 weissen und 85.000 rosa Karteikarten)
- Telegramme (sowie per Funk übermittelte Radiogramme) und Telegraphendienst: verschickte 17.000 Telegramme.
- Schreibmaschinendienst
- Statistischer Dienst
- Finanzverwaltung: an Gefangene wurden 400.000 Schweizer Franken überwiesen.
- Zivilpersonen- und Gesundheitsabteilung: 90.000 eingegangene Briefe wurden bearbeitet und 60.000 Karteikarten angelegt sowie 104.498 Auskünfte an Familien erteilt. Sektor 1: Büro für Zivilpersonen, Sektor 2: Gesundheitsdienst.

„Es ist ein Haus, nicht grösser als alle anderen der Stadt, nicht erstaunlich sonst durch einen Sinn oder eine Schönheit. Aber jetzt, in diesen drei Jahren, war es die Seele, war es das Herz Europas. In unsichtbarer Brandung strömt jeden Tag die Angst, die Sorge, die fragende Not, der schreiende Schrecken von Millionen Völkern heran. In unsichtbarer Ebbe strömt hier täglich Hoffnung, Trost, Ratschlag und Nachricht zu den Millionen zurück. Draussen, von einem Ende zum anderen unserer Welt, blutet aus unzähligen Wunden der gekreuzigte Leib Europas. Hier aber schlägt noch sein Herz. Denn hier antwortet dem wahrhaft unmenschlichen Leiden der Zeit noch ein ewiges Gefühl: das menschliche Mitleid.“

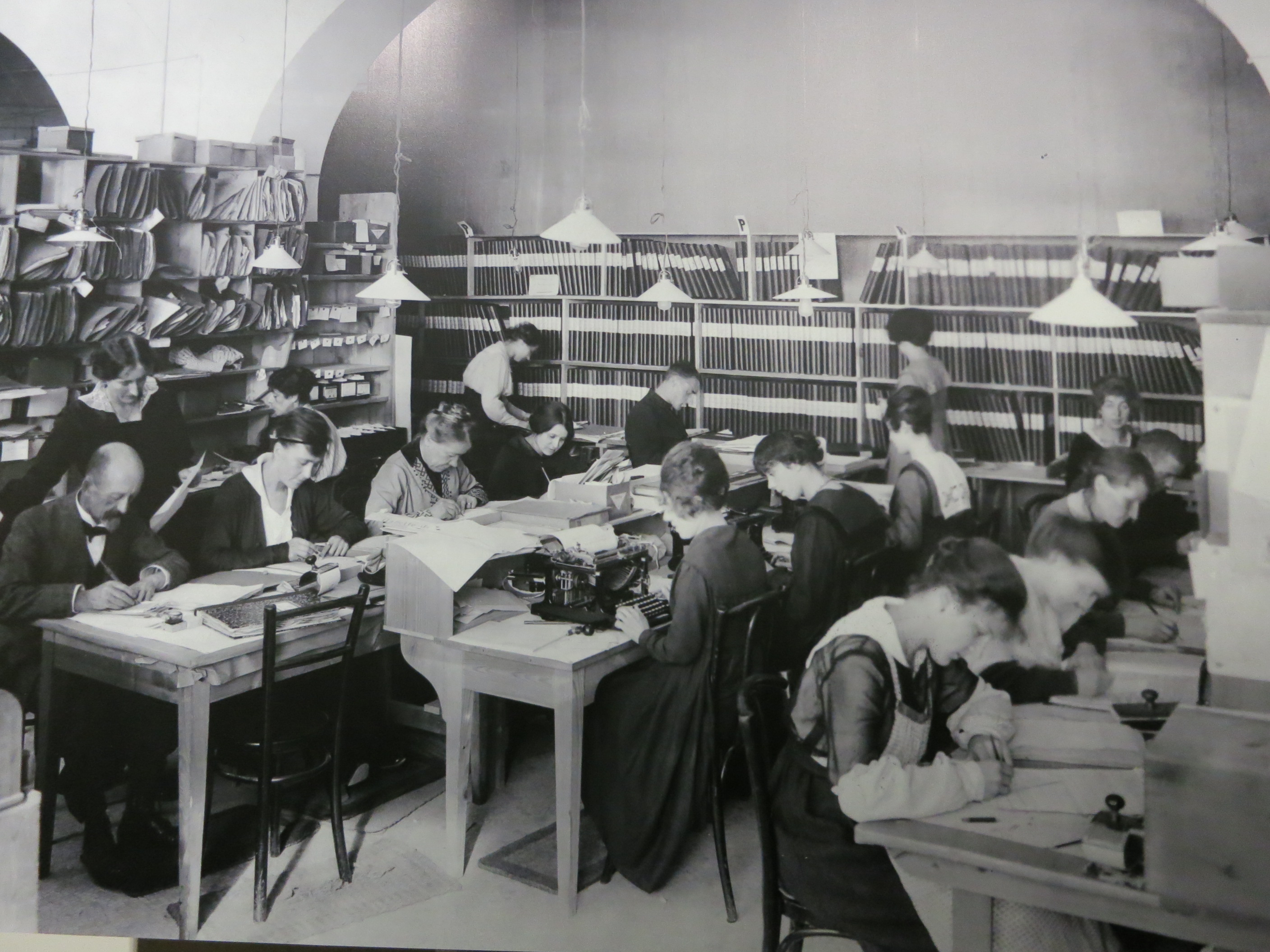
Briefbearbeitung um 1918
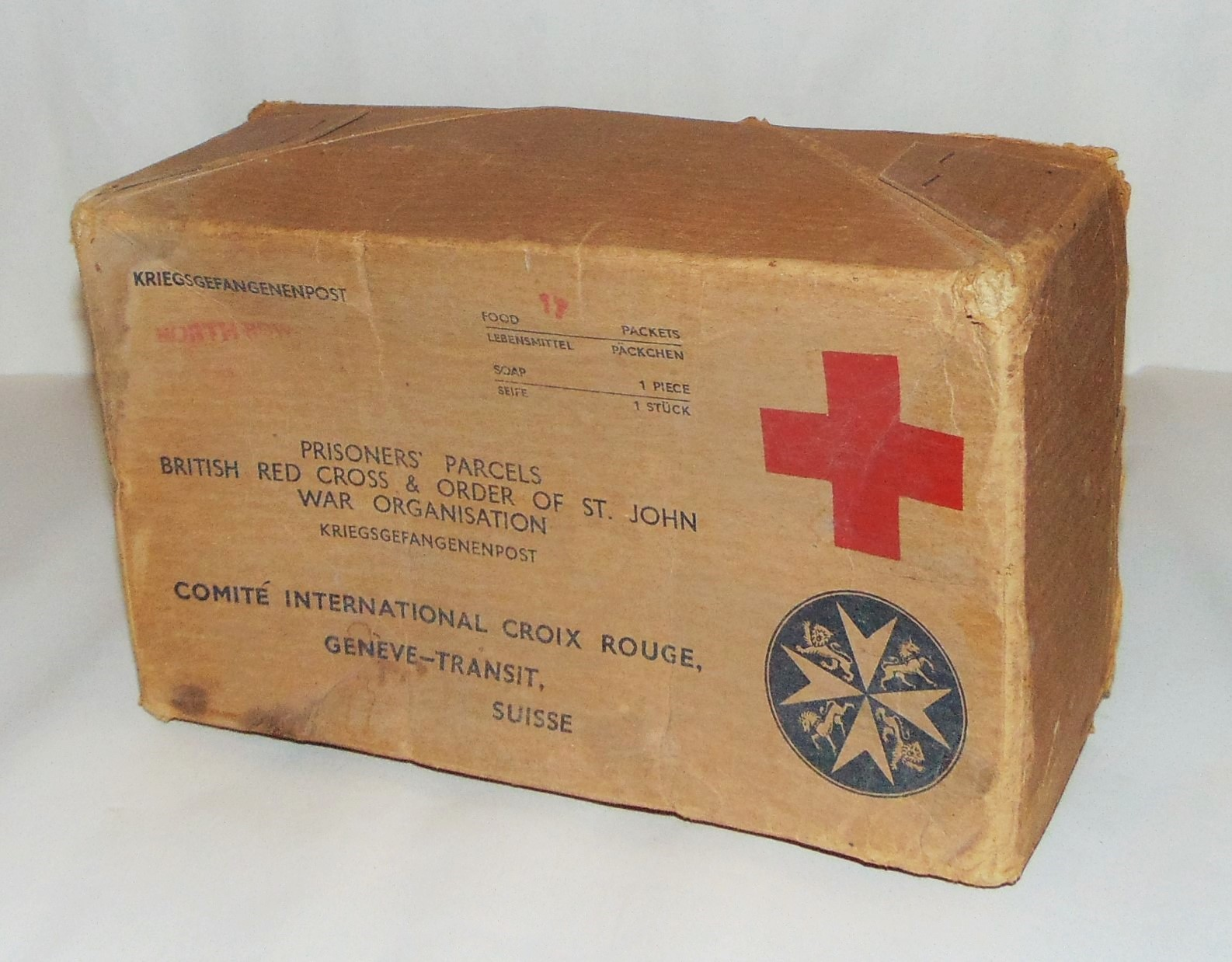
Kriegsgefangenenpaket im Transit
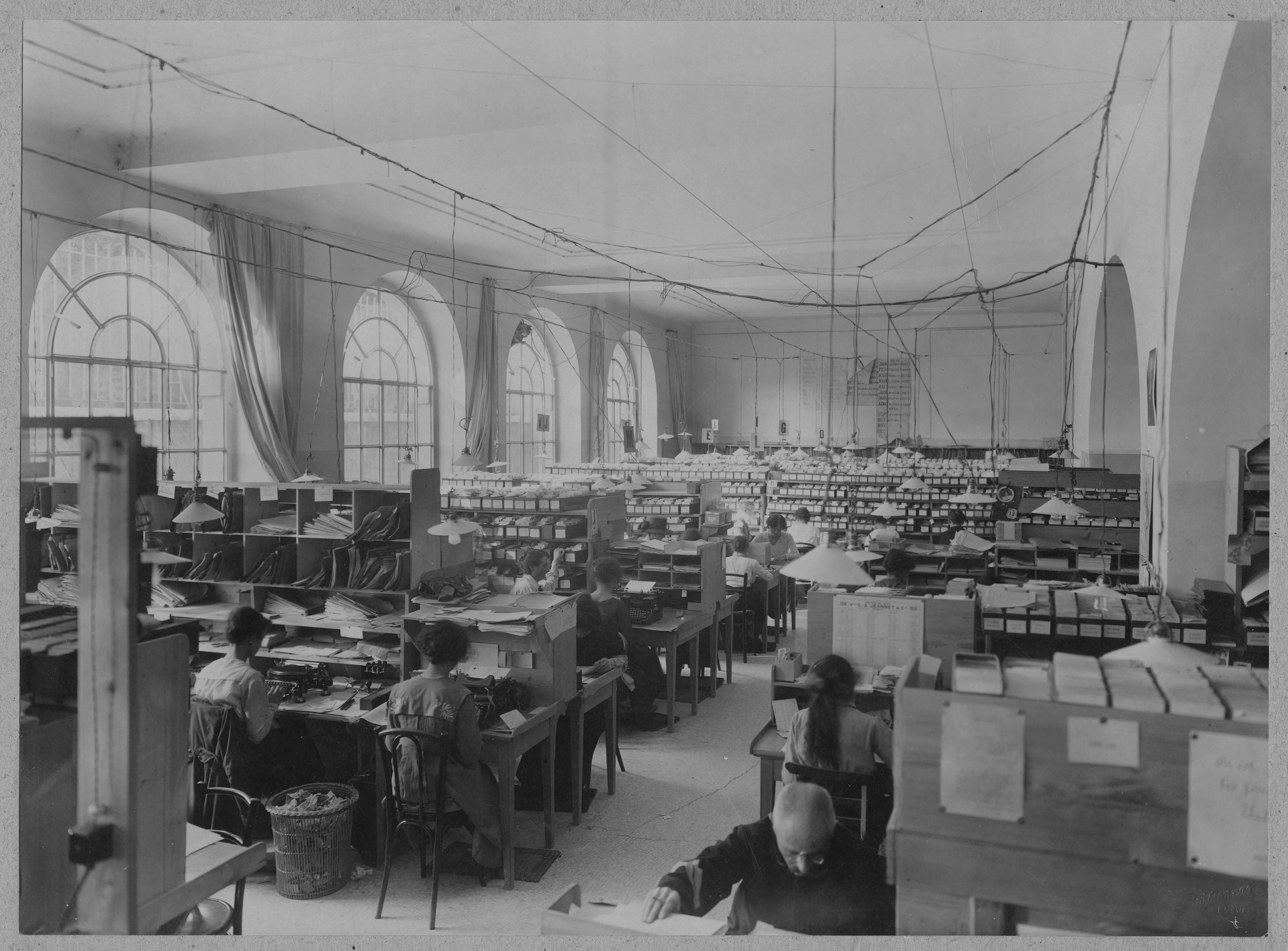
Suchdienst, französisch-belgische Sektion
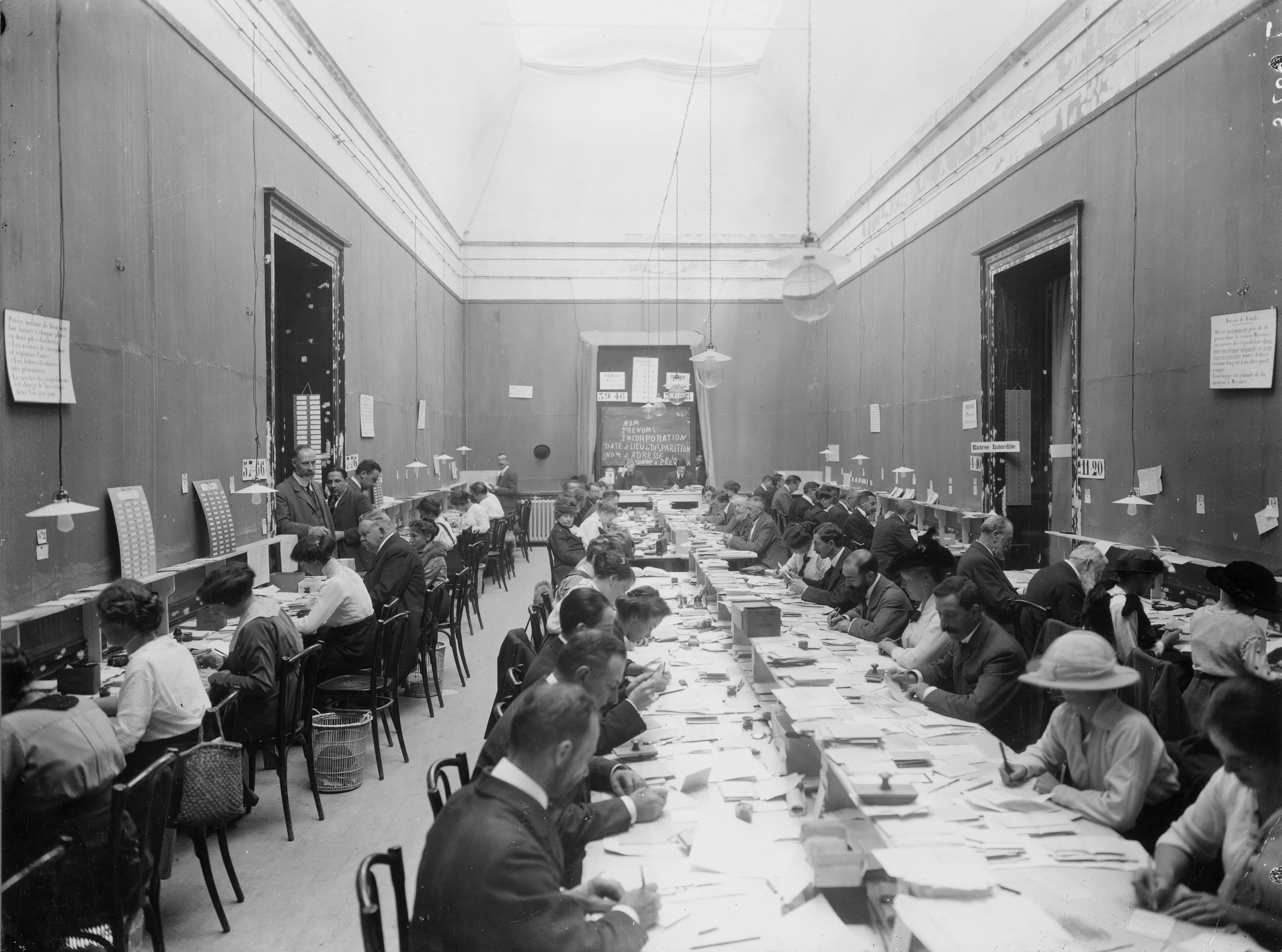
Korrespondenzdienst für Briefe an Kriegsgefangene

### Wiedereröffnung der Zentralstelle im Zweiten Weltkrieg

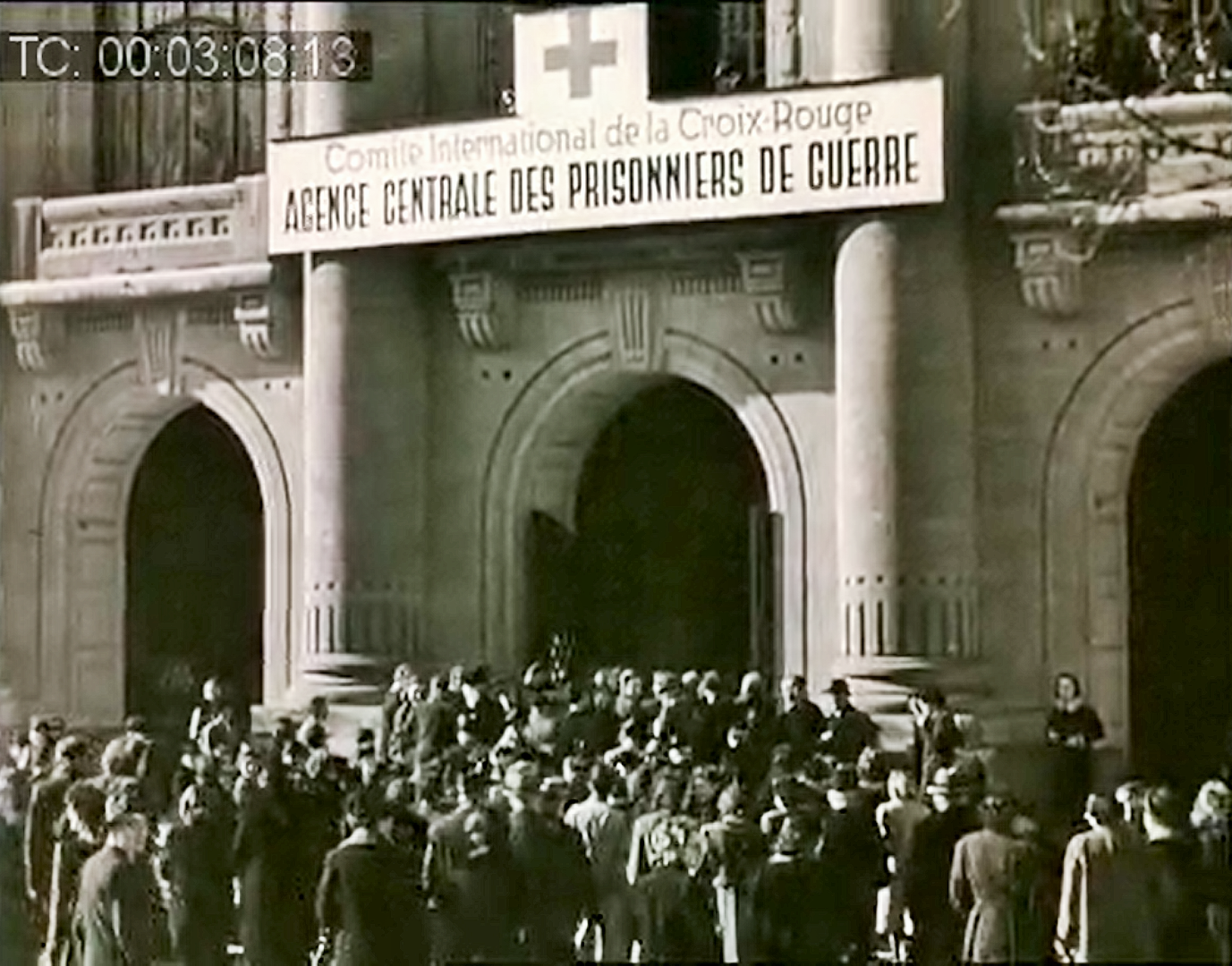
Arbeitsbeginn im Palais du Conseil Général, um 1940 (Foto aus dem Dokumentarfilm)

Die Internationale Zentralstelle für Kriegsgefangene wurde im Abkommen über die Behandlung der Kriegsgefangenen von 1929 als eine zentrale Auskunftsstelle völkerrechtlich anerkannt und vom IKRK 1939 im Palais du Conseil Général, Musée Rath und weiteren Gebäude mit insgesamt 11.000 m² Bürofläche in Genf wiedereröffnet. 

Ihre Tätigkeiten konzentrierten sich wie im Ersten Weltkrieg auf den Informationsaustausch über Gefangene und vermisste Personen, die Überwachung der Kriegsgefangenenlager und die Hilfe für die Zivilbevölkerung. Während des Kriegsverlaufes erfolgten 12.750 Besuche von Kriegsgefangenenlagern in 41 Ländern durch 179 Delegierte. In der Zentralstelle für Kriegsgefangene waren 2585 Personen, davon 1676 Freiwillige, beschäftigt. Ihre Kartei umfasste im Juni 1947 36 Millionen Karten und es wurden 120 Millionen Nachrichten vermittelt.

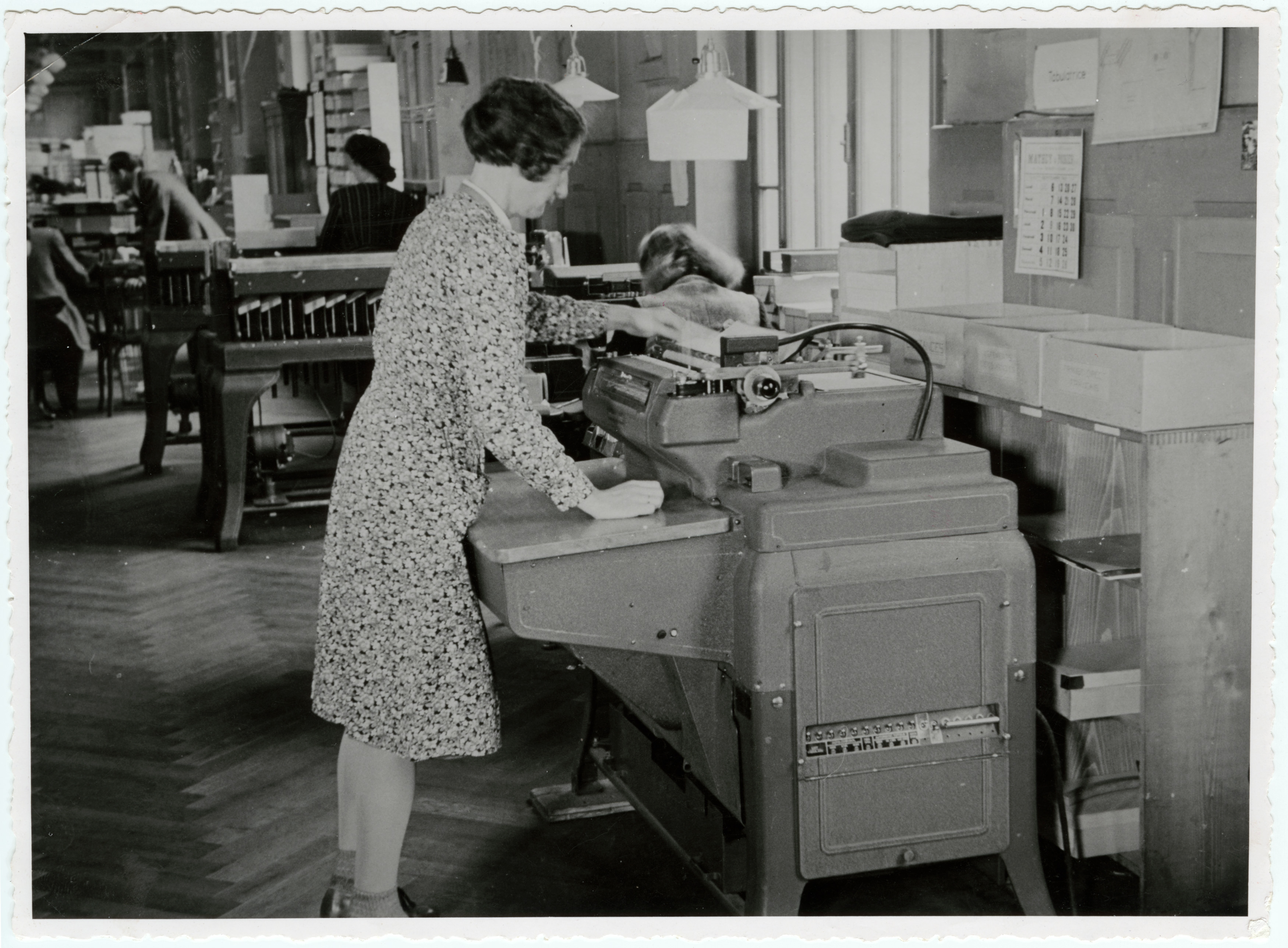
Service Watson: IBM-Tabelliermaschine im Oktober 1939 dem IKRK zur Verfügung gestellt

Die Zentrale hatte folgende Organisationsstruktur:
- Kommission der Zentrale
- Direktion der Zentrale
- Allgemeine Dienste: Listen, Fotokopien, Schreibmaschinenabteilung, Vorsortierung und Abendschicht, Hilfssektionen, auswärtige Arbeiten, Besucherempfang, «Serice Watson»[10][11] (IBM/Hollerith-Lochkartenmaschinen), Statistik
- Nationale Dienste mit jeweils folgenden Aufgaben: Postverteilung, Postversand und Archivbearbeitung, Karteibearbeitung 1 (Organisation, Instruktion, Kontrolle, Statistik), Karteibearbeitung 2 (Gruppenleiter, Arbeiten an den Karteischachteln), Karteikartensuche (Pointage), Nachrichten übermitteln, Bearbeitung von Auskünfte/Anfragen/Übereinstimmungen, Eröffnen und Mahnen von Erhebungen, Kommunikation mit Gesuchstellern, Todesnachrichten, Regimentserhebungen, Telegramme, Zivilpersonen.
- Spezialdienste: Gesundheitsdienst, Nachrichten Zivilpersonen, verschiedene internierte Zivilpersonen (CID), Einwanderung in Palästina (IMPA), Internierung in der Schweiz und verstreute Familien
- Finanzverwaltung

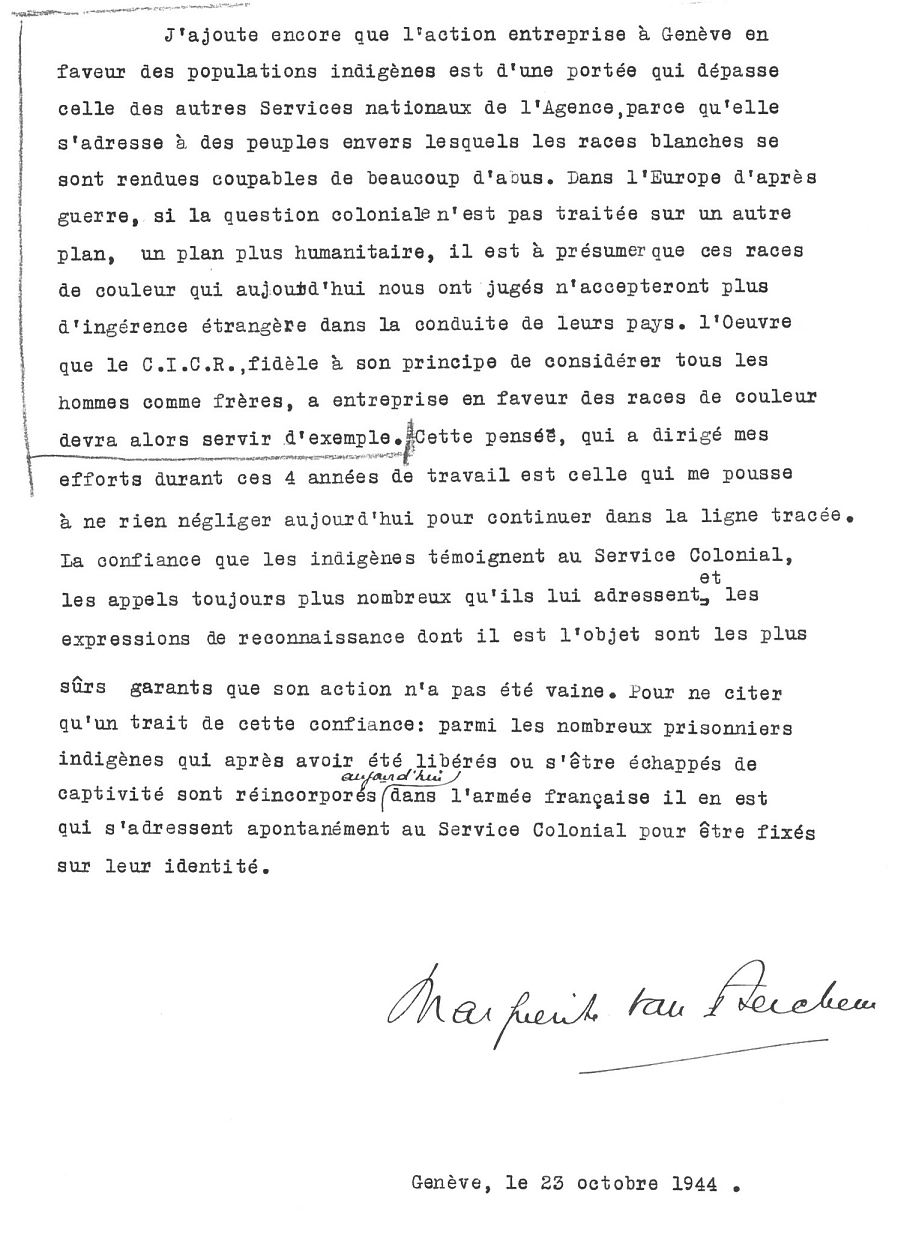
Van Berchems Brief von 1944

In den Kriegsjahren wurden folgende nationale Abteilungen eingerichtet.
- 1939 polnisch, französisch, britisch, deutsch, spanisch, portugiesisch, lateinamerikanisch
- 1940 skandinavisch, belgisch, luxemburgisch, niederländisch, Kolonialfranzösisch, italienisch, griechisch
- 1941 jugoslawisch, UdSSR, tschechoslowakisch, USA
- 1942 japanisch
- 1943 ungarisch, rumänisch, bulgarisch, finnisch, baltisch, Diverse,
- 1945 österreichisch

Marguerite van Berchem, die im Ersten Weltkrieg die deutsche Abteilung geleitet hatte, spielte bei der Gründung eines Dienstes für die Zehntausenden Kriegsgefangenen aus den französischen Kolonien die zentrale Rolle. Als im Herbst 1944 der Kontakt zu den französischen Organisationen abbrach, warb sie intern dafür, mit einer Mission nach Paris die Kontinuität der Abteilung zu gewährleisten, und argumentierte dazu, dass
«die Arbeit, die in Genf für einheimische Menschen in den Kolonien unternommen wurde, einen Einfluss über den der anderen nationalen Abteilungen hinaus hatte, da sie auf Menschen ausgerichtet war, denen von Weißen viel Leid angetan wurde».
1956 besass die Zentralstelle 47 Millionen Personenkarten über 15 Millionen individuelle Fälle. Im gleichen Jahr erhielt sie 75.013 Postsendungen, die rund 90.000 Fälle betrafen und versandte 88.146 Briefe.

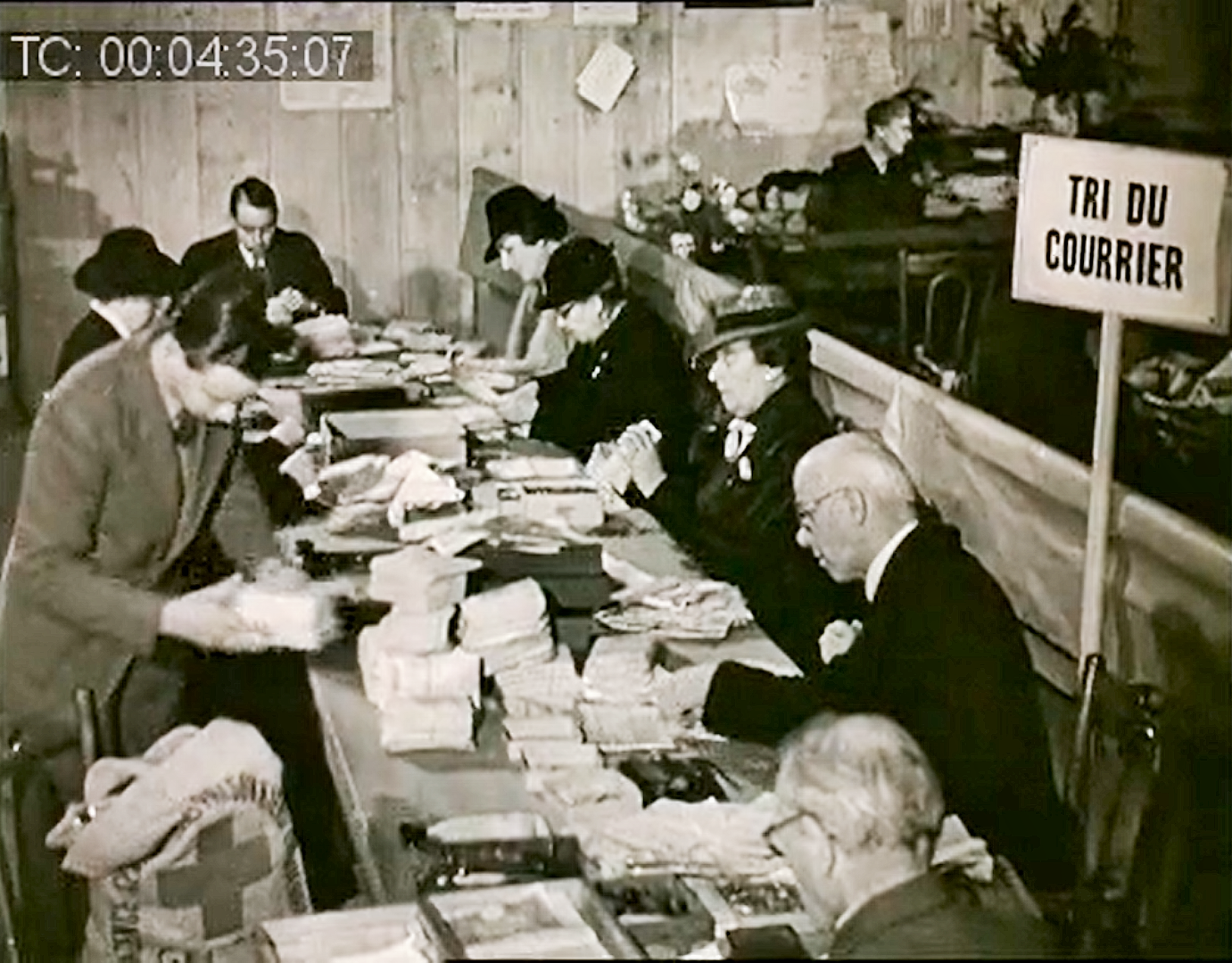
Posteingang und Triage, um 1940
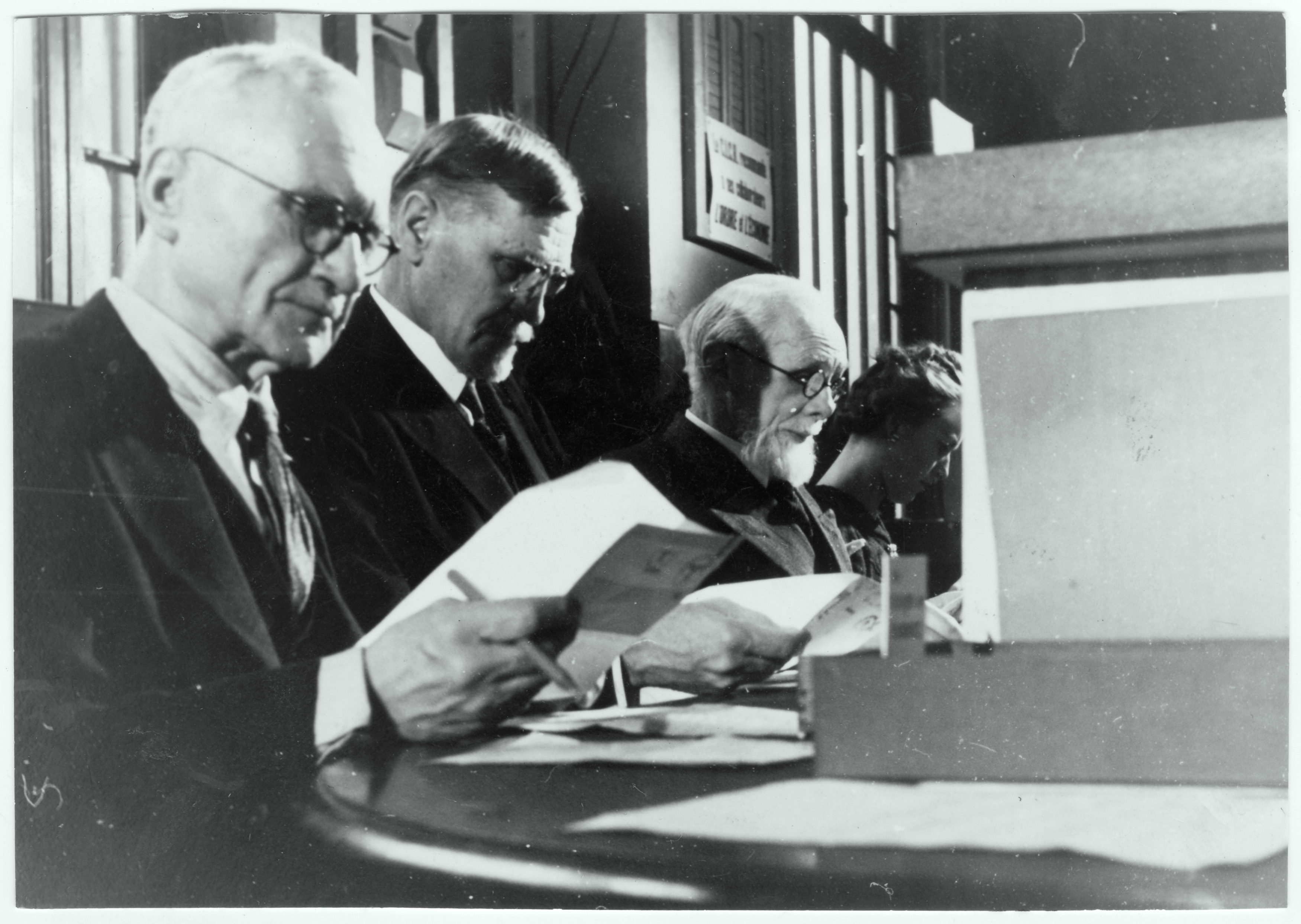
Korrespondenz sichten, 1939
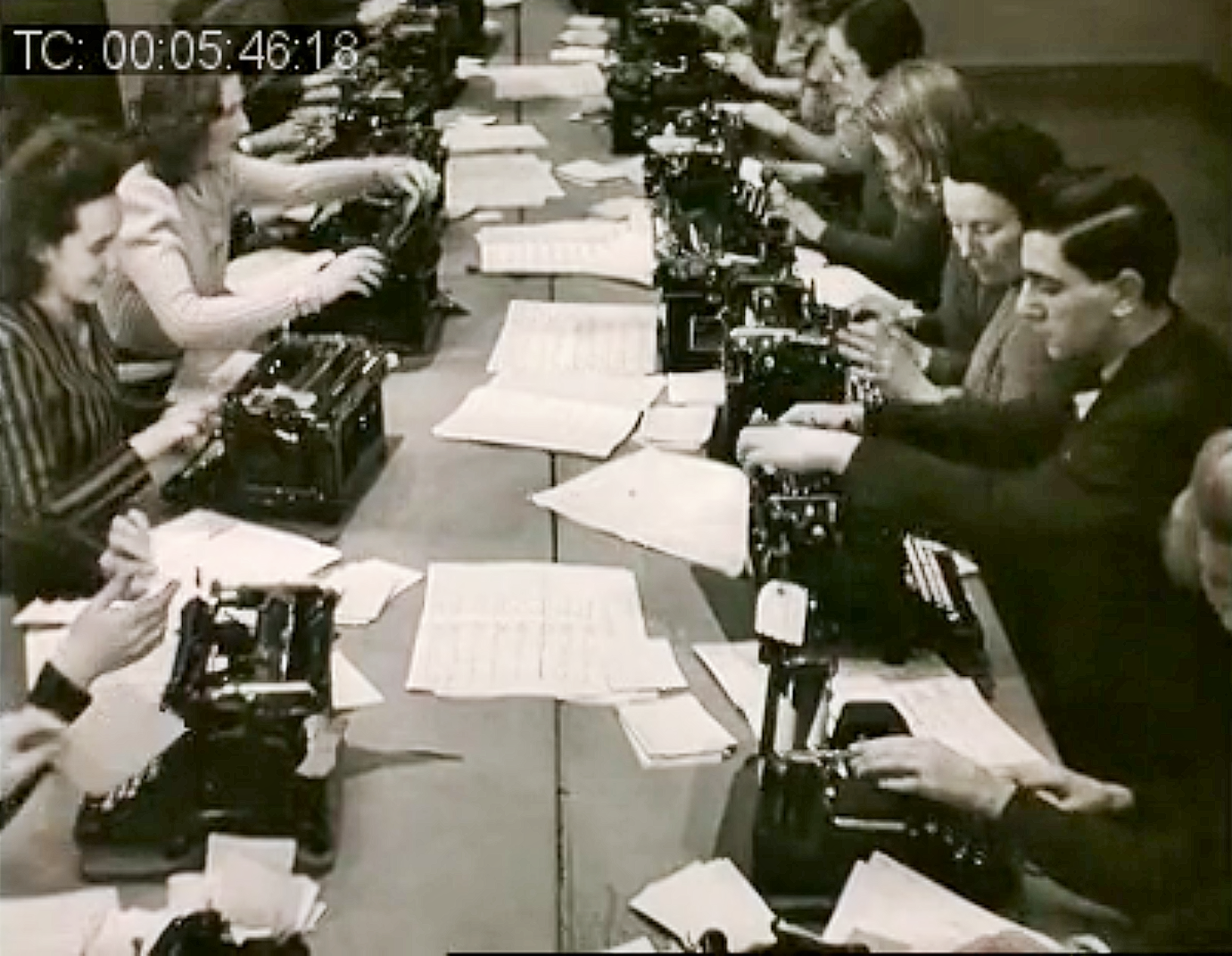
Schreibmaschinen-abteilung, um 1940
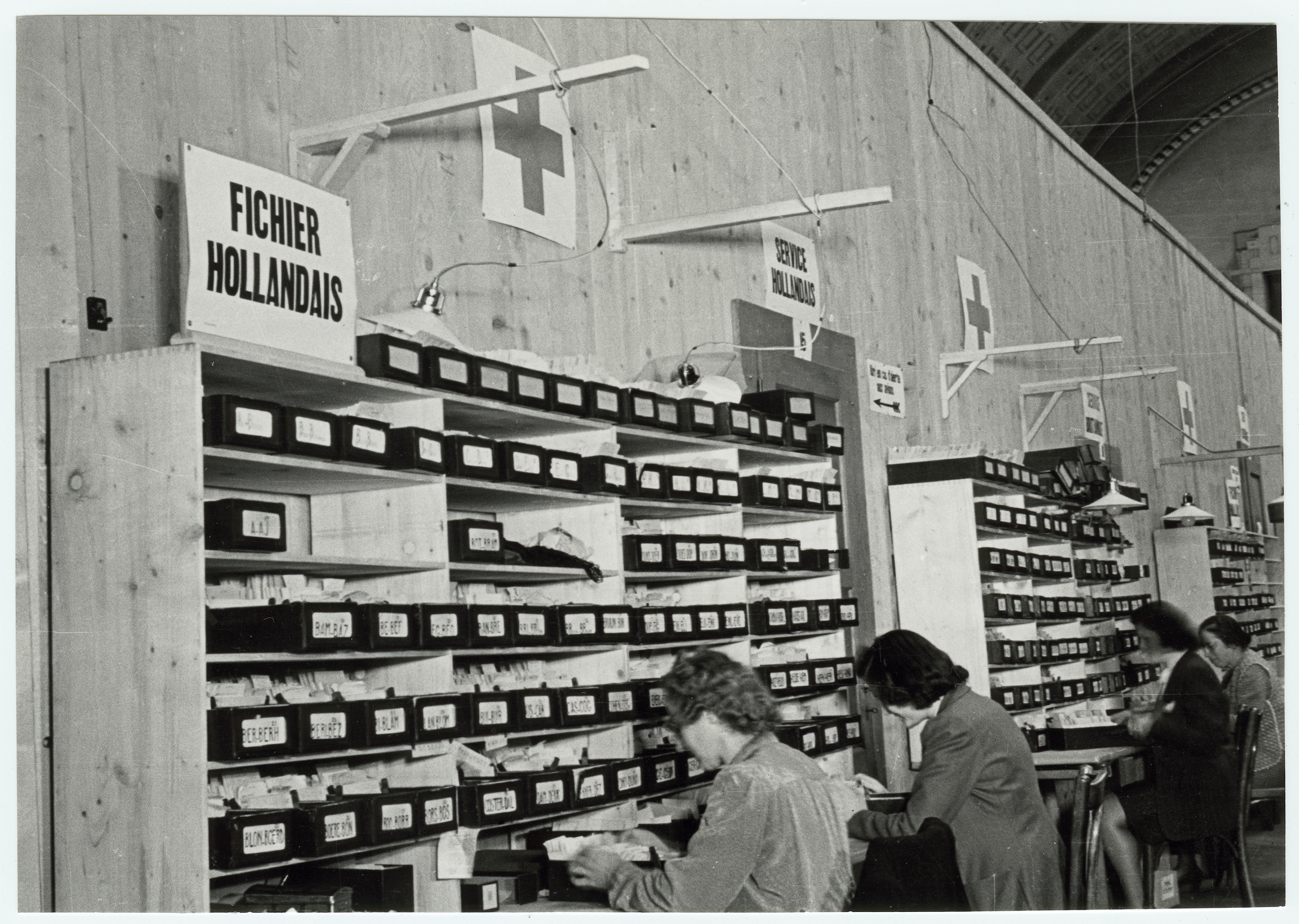
Niederländischer Dienst, um 1940

### Konkordanzverfahren und Nachforschungen

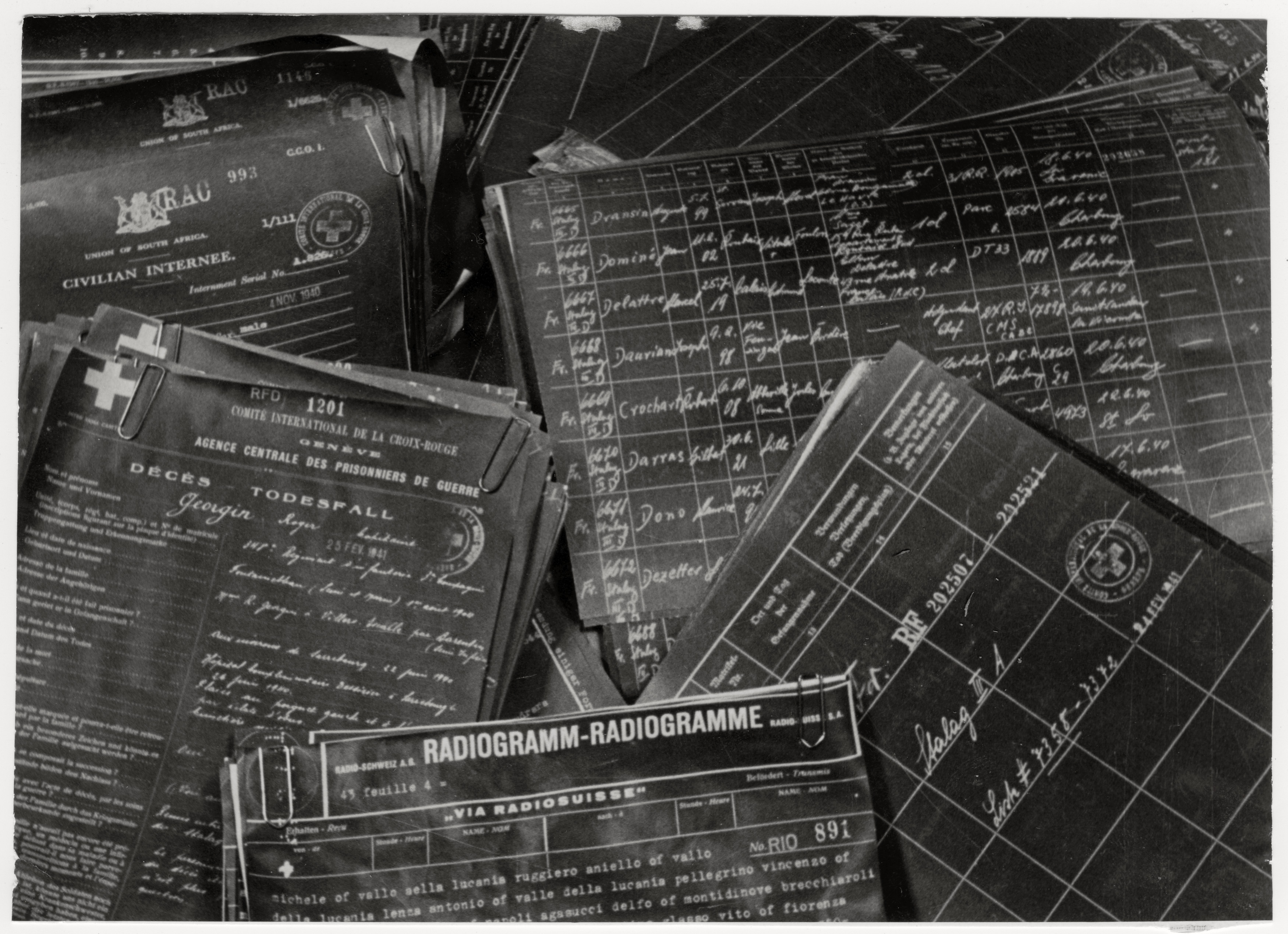
Service der Todesfälle: Fotokopien von Dokumenten und Radiogrammen

Die Namen von den Nachforschungskarten (Gesuche) und den Auskunftskarten (eingegangene Dokumente) wurden von der Zentralstelle sowohl alphabetisch als auch phonetisch auf Karteikarten eingetragen und entsprechend in den Karteien der nationalen Abteilungen eingereiht. Damit konnten Karten, die sich auf dieselbe Person (Militär- und Zivilpersonen) bezogen, trotz unterschiedlicher Schreibweise des Namens in den Dokumenten verschiedener Sprachen mittels des sogenannten Konkordanzverfahrens in Verbindung gebracht werden.
Wurde bei der sorgfältigen Identifizierung der gemeinsamen Elemente ein positives Resultat erzielt, konnte das IKRK die nationalen Büros, die nationalen Rotkreuzgesellschaften sowie die Familien benachrichtigen, indem es ihnen die eingegangenen positiven Angaben oder nähere Auskünfte übermittelte, die eine Fortsetzung der Erkundigungen ermöglichten.
Zusätzlich zum Konkordanzverfahren forschte die Zentralstelle sowohl in Genf als auch im Ausland nach Informationen (Zeugnisse) über die gesuchten Personen bei den Militärkameraden (Regimentserhebungen), bei den örtlichen Stellen in den umkämpften Gebieten oder nach Namenslisten von Grabstätten. Die Übermittlung der erhaltenen Informationen in die Heimatländer konnte der Ungewissheit der Familien über den Verbleib der Vermissten ein Ende bereiten.
Es wurde besonders auf die Dokumentgenauigkeit der Karteikarten mit den Originaldokumenten geachtet, was durch die Fotokopiertechnik erleichtert wurde. Ab 1940 wurden alle wichtigen Angaben auf die Karteikarte übertragen, so dass nicht mehr auf das Original zurückgegriffen werden musste. Die Methoden der Nachforschung blieben in beiden Weltkriegen die gleichen. Ab 1939 kamen IBM-Lochkartenmaschinen zum Einsatz, die die Geschwindigkeit und Effizienz der Erhebungen und Listenherstellung stark verbesserten.

„Wenn die Karten mit den Namen zweier Menschen, die zusammengehören, aber noch nicht zueinanderfinden konnten, sich in dem grossen Karteisaal der Suchzentrale begegnen, dann – dann ist auch das Wiedersehen nicht mehr fern.“

### Zentraler Suchdienst

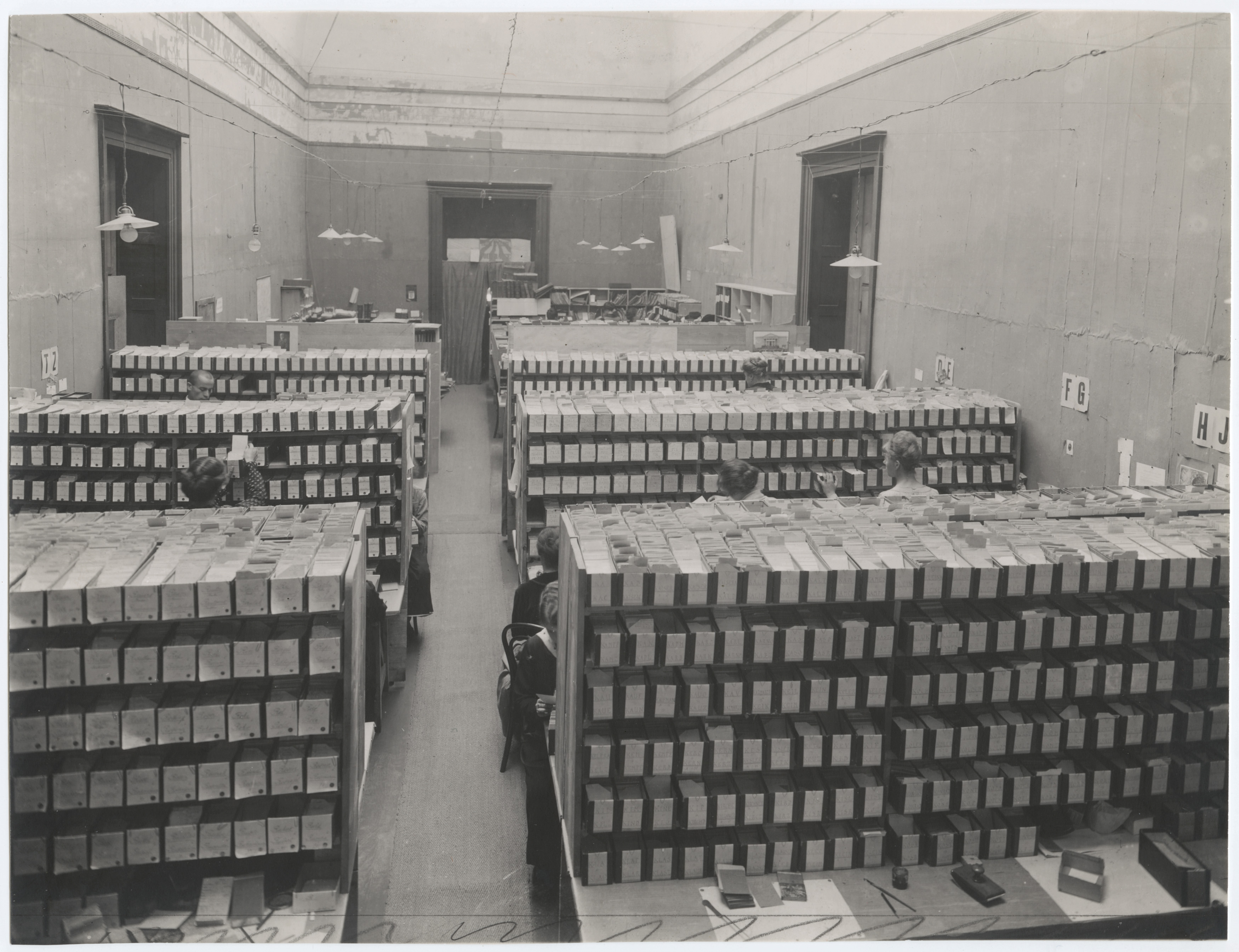
Suchdienst 1914–1918, deutsche Sektion

Der Zentrale Suchdienst (Central Tracing Agency, L’Agence centrale de recherches) des IKRK sucht Spuren von Gefangenen oder Vertriebenen aus Konflikten, um den Kontakt zu ihren Angehörigen wieder herzustellen. Verschiedene Dienste wurden im Laufe der Zeit gegründet, um diese Aufgaben oder Teile davon inner- oder ausserhalb des IKRK zu erfüllen:
- 1870 Zentralstelle für Auskünfte und Hilfeleistungen an Verwundete und Kranke (Agence internationale de secours aux militaires blessés et malades), in Basel
- 1877 Informationsbüro für die Opfer des russisch-türkischen Krieges, in Trieste
- 1912 Internationales Informationsbüro, in Belgrad
- 1914 Internationale Zentralstelle für Kriegsgefangene des IKRK, in Genf
- 1914 Private «Ermittlungsstelle für Vermisste, Winterthur» von Julie Bikle
- 1936 Informationsbüro für Spanien (Service d'Espagne de l’Agence)
- 1939 Internationale Zentralstelle für Kriegsgefangene des IKRK, in Genf
- 1939 Nationales Informationsbüro (Bureaux nationaux de Renseignements)
- 1944 Internationaler Suchdienst (ITS), Bad Arolsen, Deutschland
- 1955 Mandat zur Leitung des Internationalen Suchdienstes (ITS) durch das IKRK
- 1961 Übernahme der heutigen Bezeichnung «Zentraler Suchdienst» (ZSD) in Genf (L’ Agence centrale de recherches)[14]
- 2012 IKRK gibt die Leitung des Internationalen Suchdienstes (ITS) ab
- heute: IKRK Familienzusammenführung und Suche nach vermissten Personen (Suchdienst)[15]

„Sieben Jahre nach dem Kriege verwalten wir – die Bürger der freien Welt – noch immer diese Archive des Schreckens, aus denen Hoffnung und Glauben geschöpft werden. Wir dienen Lebenden und Toten, Männern, Frauen und Kindern ohne Unterschied der Nation, der Rasse, des Glaubens oder der politischen Überzeugung, ohne dass finanzielle oder andere Bedingungen daran geknüpft werden. Möge dieses Archiv, das der Wiedergutmachung an den Opfern und deren Angehörigen dient, allen kommenden Generationen eine Mahnung sein, solches Unheil nie wieder über die Menschheit kommen zu lassen.“

## Zivilpersonen
Die neu eingerichtete Zentralstelle des IKRK für Flüchtlinge war aufgrund des Mandates anlässlich der 9. Konferenz von Washington von 1912 (Resolution VI) ausschliesslich für Kriegsgefangene bestimmt.
Entgegen dem Rat der anderen Komiteemitgliedern, die der Auffassung waren, dass das Rote Kreuz sich an die von vielen Staaten unterzeichneten Konventionen zu halten habe, war ihr Vizepräsident Frédéric Ferrière der Meinung, dass man die Suchanfragen von Zivilpersonen nicht unbeantwortet lassen dürfe. Er gründete eine private zivile Sektion des IPWA, bei der ihm nahestehende Personen halfen und denen sich bald Hunderte von Freiwilligen aus allen Schichten anschlossen. Der französische Schriftsteller Romain Rolland half als Freiwilliger vom Oktober 1914 bis Juli 1915 und als er den Literaturnobelpreis 1915 erhielt, spendete er der Zentralstelle die Hälfte des Preisgeldes. Trotz des rechtlichen Vakuums wurde diese Sektion bald als Organ des Roten Kreuzes wahrgenommen. Das schnelle Wachstum dieser Zweigstelle stellte einen positiven Wendepunkt in der Popularität des Roten Kreuzes und seiner Entwicklung dar.
Seit Ende 1919 ist das IPWA administrativ in das IKRK integriert während die zivile Sektion bis anfangs der 1920er Jahre ihre Aktivitäten weiterführte. Am 14. September 1939 wurde in Genf eine Zentralstelle für Kriegsgefangene eröffnet, die eine von Suzanne Ferrière, einer Nichte Frédéric Ferrières, geleitete zivile Abteilung mit den gleichen Dienstleistungen, wie der Zentrale Suchdienst hatte.
Mit der Neufassung der Genfer Konventionen von 1949 konnten die Zivilpersonen formell als Mandat des Roten Kreuzes integriert werden.

## Archiv der Internationalen Zentralstelle für Kriegsgefangene

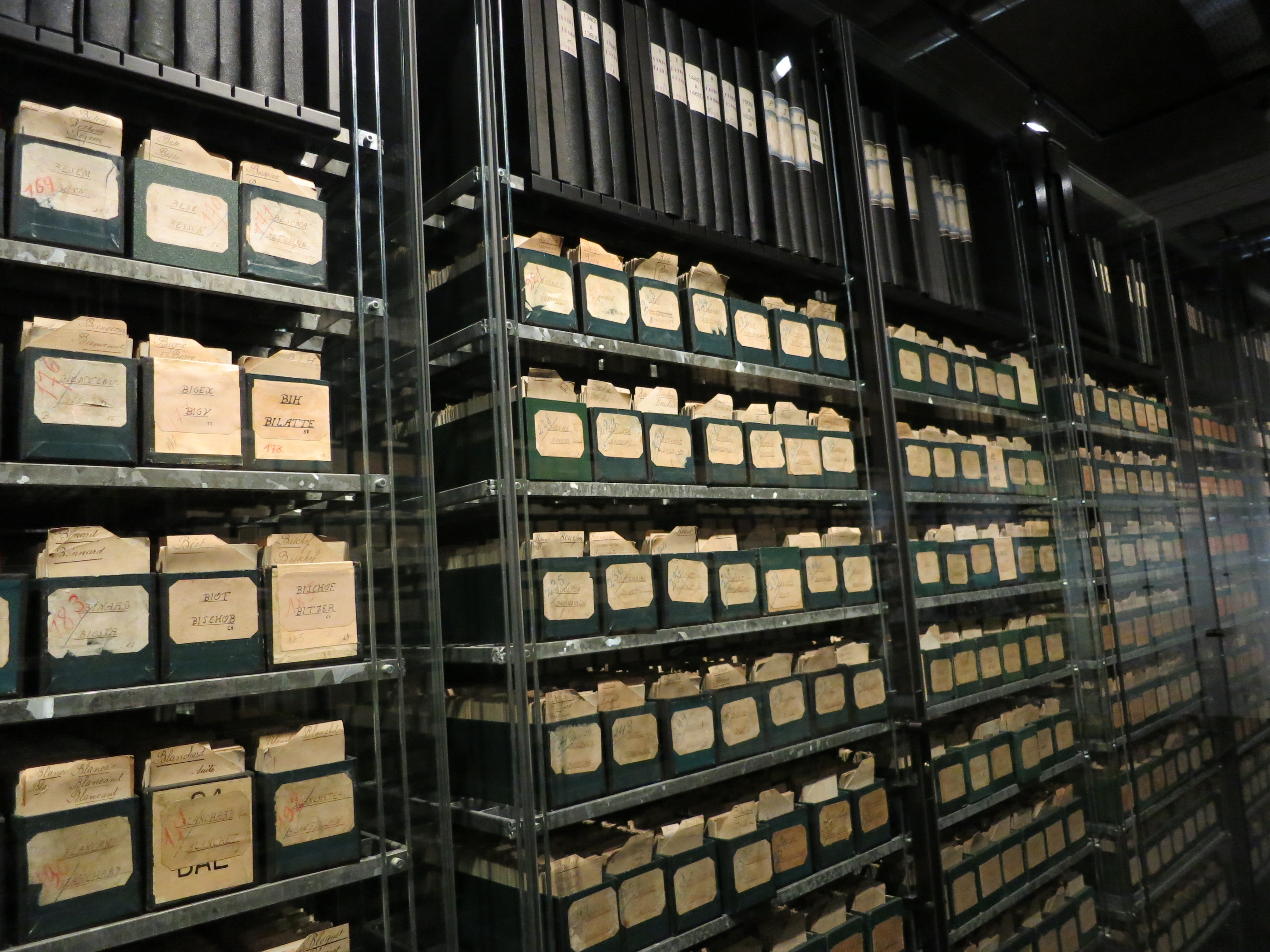
Kartei im Rotkreuzmuseum Genf

Während des Ersten Weltkriegs erhielt die IPWA aus Gefangenenlagern und von nationalen Agenturen Informationen über Kriegsgefangene und zivile Internierte. Die Informationen wurden mit den Anfragen von Angehörigen vermisster Soldaten oder Zivilisten verglichen, um Kontakte herstellen zu können.
Die Kartei der Zentralstelle, die in den Jahren von 1914 bis 1923 entstand, enthält rund sieben Millionen Karteikarten. Sie führte in rund zwei Millionen Fällen zur Identifizierung von Gefangenen und damit zu einem Kontakt zwischen den Gefangenen und ihren Angehörigen. Die gesamte Kartei kann heutzutage als Leihgabe des IKRK in der Dauerausstellung des Internationalen Rotkreuz- und Rothalbmondmuseums in Genf besichtigt werden.
Das Archiv der Zentralstelle umfasst diplomatische Korrespondenz mit den kriegführenden Ländern über den Schutz der Gefangenen und Berichte über Besuche von IKRK-Delegierten in Gefangenenlagern. Neben den Karteikarten besteht die Sammlung aus Listen im Umfang von 500'000 Seiten.
Das Archiv ist seit August 2014 im Internet öffentlich zugänglich.

## Anerkennung
- 1917 wurde der Organisation der Friedensnobelpreises zuerkannt.
- Das Archiv der Internationalen Zentralstelle für Kriegsgefangene von 1914 bis 1923 mit Karteikarten von über 4,8 Millionen Kriegsgefangenen wurde am 19. Juni 2007 von der UNESCO als Weltdokumentenerbe anerkannt.[21]